# Dave Clarke

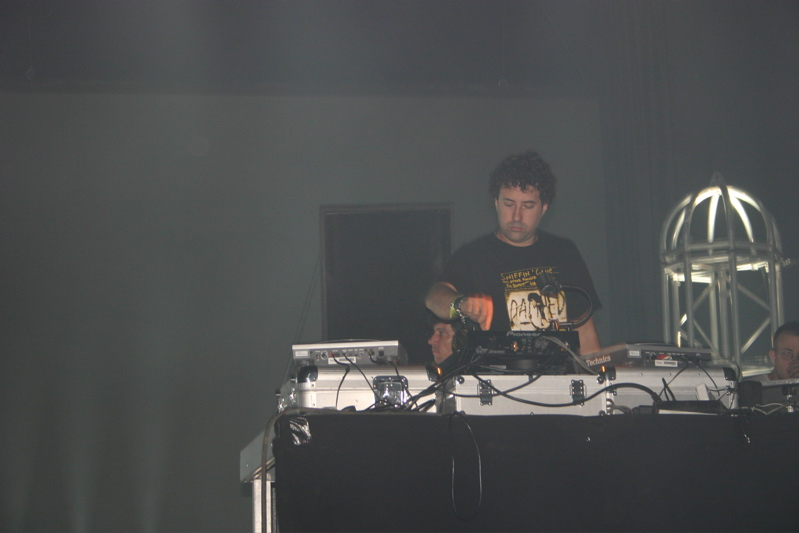
Dave Clarke live in Dour (België) 13 juli 2007

Dave Clarke (Brighton, 19 september 1968) is een technoproducer en dj.
Hij moet niet worden verward met Dave Clark, de drummer van The Dave Clark Five.

## Biografie
Toen hij school liep in het Brighton College, liep Clarke thuis weg op 16-jarige leeftijd nadat zijn ouders uit elkaar waren gegaan. Na een tijdje dakloos te zijn, bood een vriend hem tijdelijk een dak boven zijn hoofd. Zijn drijvende kracht was zijn liefde voor muziek, eerst hiphop en postpunk (The Damned is tot op vandaag een van zijn favorieten). Hij kon heel snel een dj-set versieren in een club te Brighton, "Toppers". De nacht was een succes en kreeg een vervolg met een 'rivaliserende' nacht waarin de jonge John Digweed resident was. Van toen af aan won Clarke aan populariteit, met invitaties van clubs in de hele wereld om zijn mix van funky peaktime rave-techno naar hen te brengen.
In de jaren 90 begon hij muziek te produceren. Zijn eerste ep's onder de collectieve naam 'Red' en zijn debuutalbum 'Archive 1' kregen overweldigende reviews, doordat ze aangezien werden als innovatief en crossgenre, iets wat niet vanzelfsprekend was in de technoscene in die tijd.
Zijn gevoel voor ritme en dj-talent gaven hem meer respect dan de meeste producers. Hij heeft een langdurige en diepgaande relatie met intense techno en wordt aangezien als een van de grootste innovatievelingen van het genre. Hij is in het bijzonder een grote fan van het minimale Detroittechnogeluid die focust op mechanische pulsen en onderliggende funk alsook oude acid house. Clarke blijft nog steeds ongelooflijk populair dankzij zijn unieke dj-stijl met het eindeloos cutten en scratchen met uiterste precisie tijdens zijn uiterst funky, donkere, electro-geïnspireerde technosets (alhoewel hij ook soms pure electrosets laat horen). Clarkes stijl is zowel sinister als energetisch en zijn livesets zijn maar zelden een teleurstelling. Deze stijl van sets is opmerkelijk aanwezig in zijn laatste twee mix-cd's World Service 1 en 2. Zijn laatste album The Devil's Advocate, dat uitkwam in 2004, is een mix van donkere techno en hiphop met in de hoofdrol Chicks on Speed en DJ Rush. Hij maakte ook een relatief experimentele John Peel Sessions EP, gekend als "Directional Force". Van John Peel kreeg Clarke de titel The Baron of Techno.
Clarke was behoedzaam om jonge clubbers te waarschuwen voor hun avontuurtjes met XTC in een interview in 2001, waarin hij zegt dat indien je pillen nodig hebt om de nacht door te komen, het gewoon wil zeggen dat de muziek die er gespeeld wordt van ondermaatse kwaliteit is. Dit is hoogst ongewoon voor een grote dj om zo een standpunt in te nemen, maar dat is dan weer representatief voor Dave Clarkes onafhankelijke instelling.
"Music has always brought me through, even in times when I've had nothing. Music has given me everything and I feel I have to give everything back. I don't know what I'd do without it, it's in my blood and bones, the only constant throughout the whole of my life." (Dave Clarke, 2005)
Vanaf begin september 2006 had Clarke zijn eigen radioshow op 3FM. Iedere zaterdagavond tussen 00:00 en 02.00 uur presenteerde hij voor de VPRO het programma 3VOOR12 Whitenoise. Na 3 april 2011 ging het programma van 00:00 - 2:00 naar 2:00 - 4:00 wegens de komst van DJ Tiësto naar 3FM.
In mei 2008 gaf Clarke een unieke serie concerten met het symfonieorkest Holland Symfonia in Utrecht, Groningen en Eindhoven. Op basis van Rhapsody in Red van zijn legendarische debuut-cd Archive One schrijft Clarke nieuwe muziek die wordt uitgevoerd met het symfonieorkest.

## Discografie

### Ep's
- Red 1 (1994)
- Red 2 (1994)
- Red 3 (1995)

### Albums
- Archive One (1996)
- Devil's Advocate (2003)
- Live (2004)
- Remixes & Rarities (2006)
- The Desecration of Desire (2017)

### Dj-mixen
- Dave Clarke Presents X-Mix - Electro Boogie (1996)
- Dave Clarke Presents Electro Boogie Vol. 2 - The Throwdown (1998)
- Fuse Presents Dave Clarke (1999)
- World Service (2001)
- World service 2 (2005)
- Dave Clarke: Remixes & Rarities 1992-2005 (2007)
- I ♥ Techno (2007)
- Fabric  60 (2011)